# Gunther Krichbaum
 (mai 2018).
Gunther Krichbaum, né le 4 mai 1964 à Korntal, est un homme politique allemand (CDU).
En 2007, il devient Président du Comité pour les Affaires de l'Union européenne du Bundestag.

## Biographie
Après avoir obtenu son baccalauréat en 1984 au Lycée Solitude de Stuttgart-Weilimdorf, Krichbaum a fait son service militaire à Sigmaringen et Dillingen. En 1985, il commence des études de droit aux universités Eberhard Karl de Tübingen, de Heidelberg, de Lausanne et de Genève, qu'il termine en 1991 en passant le "premier examen d'État" (le système de certification public allemand pour ce cursus étant divisé en un premier examen académique (à la fin de la formation) et un deuxième examen ayant lieu après une expérience pratique ou "externat"). Pendant ses études, il est boursier de la Fondation Konrad Adenauer et devient membre de l'Association Ulmia de Tübingen. Après avoir terminé son externat juridique, il passe le "deuxième examen d'État" en 1995. Il travaille ensuite jusqu'en 2002 comme courtier d'assurance indépendant pour MLP AG à Pforzheim.
Krichbaum est un chrétien évangélique. Remarié, il a trois enfants de son premier mariage.

### Politique
Gunther Krichbaum rejoint la Jeune Union européenne en 1979 et la CDU en 1983. De 1999 à 2009, il est vice-président de l'association CDU pour la ville de Pforzheim et, depuis 2009, président du district de la CDU Enz/Pforzheim. Krichbaum est membre du Bundestag allemand depuis 2002 et, depuis décembre 2005, porte-parole adjoint du Parlement européen du groupe parlementaire CDU/CSU. Depuis juin 2007, il préside la commission des affaires européennes.
Krichbaum est toujours directement élu représentant de la circonscription de Pforzheim au Bundestag. Lors de sa première élection en 2002, il réussit à regagner le mandat direct du SPD pour la CDU en 1998 contre la leader du SPD Bade-Wurtemberg, Ute Vogt. Il a défendu ce mandat en 2005 avec 46,9 % et en 2009, avec 40,7 % de la « première voix » (« Erststimme » (de)), le meilleur résultat de la CDU dans cette circonscription depuis les élections législatives de 1983. Lors des élections fédérales allemandes de 2017, il n'a pas pu répéter ce résultat, mais a remporté le mandat direct avec 36,4 % de la « première voix » (« Erststimme »).
Depuis 2019 Krichbaum est membre de l'Assemblée parlementaire franco-allemande.

## Distinctions
La reine des Pays-Bas a nommé Krichbaum Grand Officier de l'Ordre d'Orange-Nassau.
En 2009, il a été nommé Officier de la Légion d'honneur par le président français.
En 2010 il a été nommé par le président roumain Commandeur de l'Étoile de Roumanie.
En 2012, il a reçu la Grande Médaille d'or pour services rendus à la République d'Autriche.

## Affiliations
Gunther Krichbaum est membre des organisations suivantes (en mai 2018) :
Suprarégionales
- Atlantik-Brücke e.V.
- Membre du Conseil d'administration de la Fondation Robert Schuman (Paris)
- Membre du Conseil du parti Populaire Européen (PPE)
- Membre du Comité fédéral pour l'Europe de la CDU, Allemagne
- Membre coopté du comité directeur de l' Europa-Union Deutschland

Régionales
- Président de la Fanfare-Kreisverbands Pforzheim/Enz
- Président de l'Association de soutien au Lycée Schiller de Pforzheim
- Membre du Comité de l'Association des citoyens de Pforzheim Nordstadt